# Cuyanopuga bilobata
Genre
Espèce
Cuyanopuga bilobata, unique représentant du genre Cuyanopuga, est une espèce de solifuges de la famille des Ammotrechidae.

## Distribution
Cette espèce est endémique d'Argentine. Elle se rencontre dans les provinces de San Juan, de Mendoza et de Córdoba.

## Description
Le mâle holotype mesure 9,25 mm.

## Systématique et taxinomie
Cette espèce a été décrite par Iuri en 2021.
Ce genre a été décrit par Iuri en 2021 dans les Ammotrechidae.

## Publication originale
- Iuri, Ramírez, Mattoni & Ojanguren-Affilastro, 2021 : « Revision and cladistic analysis of subfamily Nothopuginae (Solifugae, Ammotrechidae). » Zoologischer Anzeiger, vol. 295, p. 126-155.